# Solange wir lieben
Solange wir lieben ist ein deutscher Fernsehfilm von Olaf Kreinsen aus dem Jahr 2001. Die Erstausstrahlung erfolgte am 9. April 2001 im ZDF zur Hauptsendezeit.

## Handlung
Die Tiermediziner und Verhaltensforscher Dr. Miriam Herzfeld und Dr. Karl Sellinger treffen sich nach vielen Jahren im Berliner Zoo wieder. Herzfeld und Sellinger, die sich einst ineinander verliebt hatten, empfinden auch heute noch starke Gefühle füreinander. Es ist aber auch viel Schmerz mit ihrem Wiedersehen verbunden. Damals verloren sie ihren gemeinsamer Sohn. Als sie Bekanntschaft mit dem halbwüchsigen Gabriel machen, sehen die beiden für sich eine erneute Zukunft.

## Kritik
Die Kritiker der Fernsehzeitschrift TV Spielfilm schrieben: „Schade, dass Regisseur Kreinsen seine Hauptdarsteller bei ihrer emotionalen Tour de Force so oft im Stich lässt. Hannelore Elsner […] hat mehr drauf als ungebremstes Pathos und hölzerne Dialoge.“. Als Gesamtfazit zogen sie: „Bären und Gefühle sind leider nicht im Zaum“. Sie bewerteten den Film mit einer mittleren Wertung, dem Daumen zur Seite.